# 一九八四 (1984年电影)
《一九八四》（英語：Nineteen Eighty-Four，又稱《1984》）是一部英國反乌托邦电影，由迈克尔·雷德福导演和編劇，根据乔治·奥威尔的同名小说改編。影片讲述了温斯顿·史密斯在极权主义国家大洋国的生活，由约翰·赫特、苏珊娜·汉密尔顿和理查德·伯顿主演。
本片是波頓最後一部演出作品。影片结尾字幕用「愛與敬佩」来纪念他。

## 演员
- 约翰·赫特 饰演 温斯顿·史密斯
- 理查德·伯顿 饰演 奥勃良
- 苏珊娜·汉密尔顿（英语：Suzanna Hamilton） 飾演 裘利亞
- 西里尔·库萨克（英语：Cyril Cusack） 飾演 Mr. Charrington
- 格雷戈爾·費雪（英语：Gregor Fisher） 飾演 Parsons
- 詹姆斯·沃克 飾演 Syme
- 安德魯·魏爾德（英语：Andrew Wilde (actor)） 飾演 Tillotson
- Corina Seddon 飾演 Mrs. Smith
- Rupert Baderman 飾演 年輕的温斯顿·史密斯
- 約翰·鮑斯維爾（英语：John Boswall） 飾演 艾曼紐·戈斯坦
- 菲力絲·羅根（英语：Phyllis Logan） 飾演 電幕廣播員（配音）
- 羅傑·洛伊-派克（英语：Roger Lloyd-Pack） 飾演 男服務員
- Bob Flag 飾演 老大哥（只是靜止圖像）
- Shirley Stelfox（英语：Shirley Stelfox） 飾演 2元的娼妓

## 制作过程
索妮亚·布劳内尔，乔治·奥威尔的遗孀，拥有小说的电影版权，1980年在她去世之前她最终同意电影在没有未来感特效的情况下制作。
关于奥勃良的扮演者，之前被认定是保罗·斯科菲尔德、安东尼·霍普金斯、肖恩·康纳利和洛·史泰格中的一个。理查德·伯顿花了六周时间参与拍摄流程。
1984年4月至6月，电影拍摄于伦敦及周边地区，部分场景拍摄于在温斯顿日记中的日期（例如：1984年4月4日）以及小说中提到的实际位置。
影片在片尾演职人员表中也纪念了理查德·伯顿，在电影首映前两个月他在瑞士逝世。